# Nils Petter Pehrsson
Nils Petter Pehrsson, född 29 augusti 1845 i Landskrona, död 23 maj 1906 i Göteborg, var en svensk bokhandlare och bokförläggare.
Nils Petter Pehrsson var son till byggnadssnickaren Nicklas Pehrsson. Efter avslutade skolstudier var Pehrsson 1859–1867 anställd i G. W. Forsbergs bokhandel och 1868–1878 i David Felix Bonniers bokhandel i Göteborg. Sedan innehavaren av Bonniers bokhandel, N. A. Zetterström avlidit, övertog Pehrsson 1878 bokhandeln. Han utvidgade den så att den på sin tid var Göteborgs största. Han var även bokförläggare och utgav bland annat en katalog över värdefull svensk litteratur. Under en rad år var Pehrsson styrelseledamot i Svenska sortimentsbokhandlareföreningen och från 1883 ledamot av Svenska bokförläggareföreningen. Vid Pehrssons död övertogs bokhandeln av O. T. Pilo, medan förlagsverksamheten övertogs av Pehrssons son, den senare professorn vid Göteborgs högskola Gustav Stern.